# Måsskäret (söder om Rosala, Kimitoön)
Måsskäret är öar i Finland. De ligger i Skärgårdshavet eller Norra Östersjön och i kommunen Kimitoön i landskapet Egentliga Finland, i den sydvästra delen av landet. Öarna ligger omkring 73 kilometer söder om Åbo och omkring 150 kilometer väster om Helsingfors.
Arean för den av öarna koordinaterna pekar på är 1,7 hektar och dess största längd är 230 meter i sydöst-nordvästlig riktning.